# Crush (canción de Mandy Moore)
«Crush» —en español: «Locura»— es una canción dance-pop interpretada por la cantante estadounidense Mandy Moore. Ésta fue escrita y producida, en el año 2001, por Kenny Gioia, Shep Goodman, James Renald. Tras ello, la canción fue incluida en el tercer álbum de estudio de la cantante, Mandy Moore, el que fue lanzado el martes 19 de junio de 2001 en Estados Unidos y en fechas homólogas o cercanas a ésta alrededor del mundo.
Durante finales del año 2001 y comienzos del 2002, «Crush» fue lanzada por el sello Epic Records como el segundo de Mandy Moore. Con ello, éste se convirtió en el sexto sencillo cronológico de Mandy Moore en mercados importantes de la industria de la música, como los Estados Unidos y el Reino Unido, respectivamente. La letra de «Crush» narra cómo una chica tiene temor y a la misma vez siento locura al sentirse amada. «Crush» está construida en el formato verso-estribillo, es una canción pop rock construida sobre la base de la melodía de guitarra eléctrica y una batería. La canción incorpora gemidos vocales abundantes de Moore. 

## Antecedentes
Después de lanzar su segundo álbum, "I Wanna Be With You", Moore señaló que "Toda la música ha comenzado a ver y oír lo mismo" y que ella decidió que era hora de alejarse de eso. Dijo en una entrevista a "Billboard" que ella quería más canto y menos baile. "Me cansé de gran forma".

## Video
El "Crush" video musical fue dirigido por Chris Applebaum y editado por Nabil Mechi. El 10 de septiembre de 2001, se convirtió en el primer video de Moore para alcanzar el lugar número uno en el programa de cuenta regresiva de MTV Total Request Live. En el vídeo, Moore se sienta en la habitación de su apartamento. El video finaliza con Moore lleva una réplica de la chaqueta de Michael Jackson lleva en el "video Thriller" de música. Cuando se camina por el pasillo, ve a su aplastamiento y sonrisas.

## Track listings
Promotional US Single (sent to mainstream radio)
1. "Crush" (Ric Wake Mix) – 3:49

Australian CD single
1. "Crush" (remix) – 3:58
2. "Crush" (album version) – 3:43
3. "In My Pocket" (Brandnew remix) – 3:29
4. Album Mix Tape – 2:57

Dutch/Swiss/Swedish/German CD single (scarce release)
1. "Crush" (album version) – 3:43
2. "Crush" (Ric Wake Mix) – 3:49
3. "In My Pocket" (Soul Solution club mix)

## Charts
| Chart (2001)                        | Peak position |
| ----------------------------------- | ------------- |
| Armenia Top 20                      | 19            |
| Australia ARIA Singles Chart        | 25            |
| Dutch Top 40                        | 37            |
| German Top 100                      | 99            |
| U.S. ARC Top 40                     | 19            |
| Swiss Top 100                       | 83            |
| U.S. Billboard Top 40 Mainstream    | 35            |
| U.S. Bubbling Under Hot 100 Singles | 19            |